# ヴァル・ディ・ノートの後期バロック様式の町々

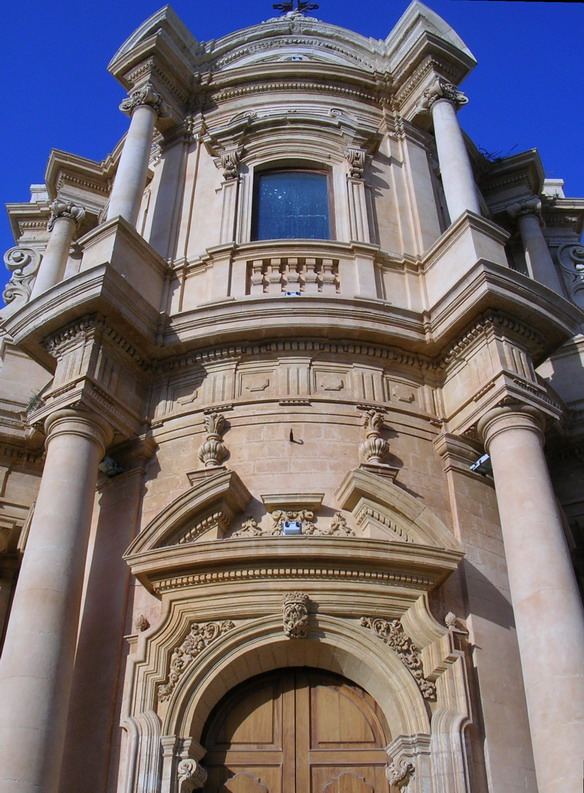
サン・ドメニコ聖堂

ヴァル・ディ・ノートの後期バロック様式の町々（ヴァル・ディ・ノートのこうきバロックようしきのまちまち）は、イタリアのシチリア島の東南部にあるユネスコの世界遺産登録物件名。

## 概要
シチリア島の東南部にある8つの町、カルタジローネ、ミリテッロ・イン・ヴァル・ディ・カターニア、カターニア、モディカ、ノート、パラッツォーロ・アクレイデ、ラグーザ、シクリの街並みが世界遺産に登録されている。登録を受けた2002年でも、これらの町は約12万人の居住者を持つ、生きた街並みである。
これらの町は中世前半に形成され、城や教会を中心に発展した。しかし、1693年1月9日および1月11日に発生した地震（ヴァル・ディ・ノート大地震）では約9万3千人の死傷者を出し、これらの町は壊滅的な打撃を受けた。地震の後、地元の貴族らの働きにより後期バロック様式で統一された建物が築かれ、町は再建された。
ヴァル・ディ・ノートとは、シチリアの古い行政区分ヴァッロ (Vallo) の1つを指している。

## ノート
ノートの町は、古い町を完全に放棄し、南に約10kmの場所にある丘の上に新たに建築されることになった。ノートには、モンテヴェルジネ聖堂、サン・ドメニコ聖堂など、バロック建築の傑作も残る。街中の住宅のバルコニーには空想の動物や女性像などの彫刻が施され、バロック様式を象徴し、さながら町全体が美術館の様相である。また、地震前のノートの町の遺構も残っている。

## ラグーザ
ラグーザは、古くはイブラ (Ibla) と呼ばれた町である。深い渓谷に区切られた3つの丘の上にある町である。
地震後、同じ場所で町の再建が計画され、9つの主な教会と7つの主な貴族邸宅を含む建物がバロック様式で建設。統一した街づくりがなされた。

## 登録基準
この世界遺産は世界遺産登録基準のうち、以下の条件を満たし、登録された（以下の基準は世界遺産センター公表の登録基準からの翻訳、引用である）。
- (1) 人類の創造的才能を表現する傑作。
- (2) ある期間を通じてまたはある文化圏において、建築、技術、記念碑的芸術、都市計画、景観デザインの発展に関し、人類の価値の重要な交流を示すもの。
- (4) 人類の歴史上重要な時代を例証する建築様式、建築物群、技術の集積または景観の優れた例。
- (5) ある文化（または複数の文化）を代表する伝統的集落、あるいは陸上ないし海上利用の際立った例。もしくは特に不可逆的な変化の中で存続が危ぶまれている人と環境の関わりあいの際立った例。